# Stadion im. Atatürka w Antalyi
Stadion im. Atatürka – nieistniejący już wielofunkcyjny stadion w Antalyi, w Turcji. Istniał w latach 1965–2016. Mógł pomieścić 11 137 widzów. Swoje spotkania rozgrywali na nim piłkarze klubu Antalyaspor.

## Historia
Stadion został otwarty w 1965 roku. Przez lata obiekt gościł występy klubu piłkarskiego Antalyaspor. W 2010 roku nie został jednak dopuszczony do dalszego użytkowania ze względu na groźbę katastrofy budowlanej. Antalyaspor przeniósł się tymczasowo najpierw na Mardan Spor Kompleksi, a w 2012 roku na Akdeniz Üniversitesi Stadyumu. W 2015 roku oddano do użytku nowy stadion, na którym odtąd występuje Antalyaspor. W 2016 roku stadion im. Atatürka został rozebrany, następnie w jego miejscu został utworzony park.
23 kwietnia 2003 roku na stadionie został rozegrany mecz finałowy piłkarskiego Pucharu Turcji (Gençlerbirliği – Trabzonspor 1:3). Obiekt był także jedną z aren piłkarskich Mistrzostw Europy U-17 w 2008 roku. Rozegrano na nim jeden mecz półfinałowy tego turnieju (13 maja 2008 roku: Hiszpania – Holandia 2:1 pd.). Ponadto na stadionie odbywały się spotkania piłkarskich reprezentacji narodowych.